# Ilija Mitić
Ilija Mitić (Kotor, 1921.), hrvatski pravnik i povjesničar. 
Osnovnu i srednju školu polazio u Dubrovniku. Diplomirao na Pravnom fakultetu u Zagrebu 1949. godine. Po završetku sudske prakse u Dubrovniku radio je kao pravnik u gospodarstvu i upravi. Uz pravnički rad je istraživao dubrovačku pravnu povijest pa 1958. prelazi kao istraživač u Historijski institut JAZU Dubrovnik (danas: Zavod za povijesne znanosti HAZU), gdje je kasnije kao znanstveni savjetnik djelovao do umirovljenja 1987. godine.
Doktorirao je na Pravnom fakultetu u Zagrebu 1970. godine. Doktorska disertacija mu je 1973. godine objavljena kao knjiga pod naslovom "Konzulati i konzularna služba starog Dubrovnika". Iste godine nagrađen je nagradom grada Dubrovnika za znanstveno-istraživački rad. Autor je preko 200 znanstvenih i stručnih radova iz konzularnih, diplomatskih, gospodarskih i političkih veza Dubrovačke Republike.
Objavio je knjigu: "Dubrovačka država u međunarodnoj zajednici (od 1358. do 1815.)", Zagreb, 1988. g. (1. izdanje); 2003. g. (2. izdanje). 